# Лиепайский кукольный театр
Лиепайский кукольный театр (латыш. Liepājas leļļu teātris) — профессиональный латвийский кукольный театр, основанный в 1989 году в Лиепае. До 2000 года носил названия: Лиепайский театр-студия (1989—1991) и Лиепайский городской кукольный татр (1991—2000). Находится на ул. Зивью, 1, в Доме латышского общества.

## История театра
Театр был основан в 1989 году Р. Белте, А. Нейбургой и И. Белте, ставших в дальнейшем, соответственно, директором, художественным руководителем, художником и режиссёром нового кукольного театра-студии. В 2005 году творческий коллектив кукольного театра состоял из 14 человек. Одной из особенностей постановок является одновременное присутствие на сцене кукол и загримированных актёров.
За годы своего существования театр принимал участие в ряде международных фестивалей кукольных театров, среди достижений можно назвать Гран-при международного фестиваля в Литве и 1-ю премию международного фестиваля в Белоруссии.
В репертуаре театра спектакли поставленные по латышским народным сказкам, инсценировки классических произведений и работ современных авторов.
В творческом плане театр находится в тесном сотрудничестве с художниками студии «Animācijas brigāde», основанную в 1966 году легендарным латвийским кукольником Арнольдом Буровсом.